# Ничвидюк Валентин Миколайович
Валенти́н Микола́йович Ничвидю́к (2 вересня 1989 — 8 листопада 2017) — старший лейтенант 15-го окремого мотопіхотного батальйону «Суми» Збройних Сил України, загинув в ході російсько-української війни.

## Життєпис
Народився 1989 року в місті Конотоп (Сумська область). 2006 року закінчив Конотопську СШ № 2 — клас з поглибленим вивченням англійської мови. За освітою юрист — 2010 року закінчив КНУВС, факультет внутрішніх військ. Служив у ВВ МВС в спецпідрозділі «Барс» (2010—2011), та у київській конвойній службі в Києві (2011—2012). Був комісований за станом здоров'я. Кандидат у майстри спорту з боксу, перший розряд з кікбоксингу. У 2012—2013 роках працював помічником нотаріуса в Конотопі та юрисконсультом (у компанії «ПроКонсалтинг»).
Коли почалася війна, пішов служити; старший лейтенант, командир взводу 1-ї роти 15-го ОМПБ «Суми» 58-ї бригади.
7 листопада 2017 року отримав завдання: у складі зведеної групи зупинити прохід ворожих диверсантів в районі траси «Бахмутка» (Сокольники-Пришиб-Жолобок). Ближче до опівночі противник обстріляв мінами 120-мм калібру позиції українських сил поблизу села Кримське (Новоайдарський район). Двоє українських військових загинули — Валентин Ничвидюк та старший сержант Мишко Антон Васильович, одного поранено, ще один зазнав бойової травми.
Похований 10 листопада 2017 року на Вирівському кладовищі; у Конотопі оголошено триденну жалобу.
Без Валентина лишились мама (приватний нотаріус), батько (начальник відділу Конотопської РДА), дружина Ірина Юріївна та маленька донька Єва.

## Нагороди та вшанування
- указом Президента України № 42/2018 від 26 лютого 2018 року «за особисту мужність і самовіддані дії, виявлені у захисті державного суверенітету та територіальної цілісності України, зразкового виконання військового обов'язку» — нагороджений орденом «За мужність» III ступеня (посмертно)[1]
- 12 жовтня 2018 року на території конотопської СШ № 2 відкрито меморіальну дошку Валентинові Ничвидюку
- присвоєно звання «Почесний громадянин міста Конотоп» (посмертно).